# Sandra Starke
Sandra Starke (* 31. Juli 1993 in Windhoek, Namibia) ist eine deutsch-namibische Fußballspielerin. Die Stürmerin ist seit dem 1. Juli 2023 Vertragsspielerin des Bundesligaaufsteigers RB Leipzig und seit Oktober 2019 A-Nationalspielerin. 

## Karriere

### Vereine
Sandra Starke ist in Namibia geboren und aufgewachsen. Mit zwölf Jahren folgte sie ihrem älteren Bruder Manfred, der zu diesem Zeitpunkt im Jugendbereich von Hansa Rostock spielte, nach Deutschland. Auf Empfehlung eines Bekannten gelangte sie an die „Sportschule Friedrich-Ludwig Jahn“, das Sportinternat des 1. FFC Turbine Potsdam. Von 2006 bis 2010 spielte sie in den Jugendmannschaften und gewann 2008, 2009 und 2010 die Deutsche B-Juniorenmeisterschaft. 2010 gelang ihr der Aufstieg in den Profi-Kader, sie kam jedoch hauptsächlich für die zweite Mannschaft in der 2. Frauen-Bundesliga Nord zum Einsatz. Ihr Debüt in der ersten Mannschaft erfolgte am 23. November 2012.
Im Sommer 2013 unterschrieb Starke einen Vertrag beim SC Freiburg. Am 14. September 2013 (2. Spieltag) erzielte sie bei der 1:2-Auswärtsniederlage beim FC Bayern München mit dem Anschlusstreffer in der 51. Minute auch ihr erstes Bundesligator. Mit den Breisgauern, bei denen sie im Februar 2019 ihren Vertrag verlängert hatte, gelangte sie 2019 ins Finale des DFB-Pokals, das mit 0:1 gegen den VfL Wolfsburg verloren wurde; mit fünf Treffern gehörte sie in dieser Spielzeit zu den erfolgreichsten Torschützen des Wettbewerbs.
Im Februar 2021 unterschrieb Starke beim VfL Wolfsburg einen 3-Jahres-Vertrag. Von April bis Juni 2023 wechselte sie auf Leihbasis zu Chicago Red Stars. Zur Saison 2023/24 wurde sie von RB Leipzig verpflichtet, wo sie einen 2-Jahres-Vertrag erhielt. Am Auftaktspieltag erzielte sie mit dem zwischenzeitlichen Ausgleich bei der 1:2-Niederlage beim 1. FC Köln das erste Bundesligator für die Leipzigerinnen.

### Nationalmannschaft
Für die U16-Nationalmannschaft bestritt sie vier Länderspiele im Turnier um den Nordic Cup, erstmals am 29. Juni 2009 in Hagfors/Schweden beim 3:0-Sieg über die Auswahl der Niederlande, als sie in der 67. Spielminute für Sofia Nati eingewechselt wurde, letztmals am 4. Juli 2009 bei der 1:2-Niederlage gegen die Auswahl der Schwedinnen. Ihr einziges Länderspieltor gelang ihr am 30. Juni 2009 in Forshaga mit dem 1:0 in der 15. Spielminute beim 6:0-Sieg über die Auswahl der Isländerinnen. Starke stand im Kader der U17-Nationalmannschaft für die Weltmeisterschaft 2010, kam jedoch nicht zum Einsatz.
Zuletzt kam sie von 2011 bis 2012 zu fünf Einsätzen in der U19-Nationalmannschaft. Bei ihrem Debüt für die A-Nationalmannschaft beim 5:0-Sieg über die Nationalmannschaft Griechenlands am 8. Oktober 2019 erzielte sie mit dem Treffer zum 3:0 in der 65. Minute ihr erstes Länderspieltor im Seniorinnenbereich. Sie war zuvor zur zweiten Halbzeit für Linda Dallmann eingewechselt worden.

### Erfolge
- Deutscher Meister 2022 (mit dem VfL Wolfsburg)
- Deutscher Pokalsieger 2022 (mit dem VfL Wolfsburg)
- DFB-Pokal-Finalist 2019 (mit dem SC Freiburg)
- Deutscher B-Juniorinnenmeister 2008, 2009, 2010

## Sonstiges
Starke trug zudem auch das Nationaltrikot der Faustballnationalmannschaft ihres Geburtslandes und nahm vom 1. bis 4. Januar 2009 – wie ihr Bruder Manfred, der namibischer Fußballnationalspieler ist – an der U18-Faustball-Weltmeisterschaft in Swakopmund teil. Ihr Vater Richard war von 2002 bis 2010 Cheftrainer des namibischen Erstligisten SK Windhoek.
Anlässlich des Weltdiabetestag am 14. November 2020 machte Starke ihre Diabetes-Typ-1-Erkrankung öffentlich, die rund zweieinhalb Jahren zuvor erstdiagnostiziert worden war.